# Ústav geoniky Akademie věd České republiky
Ústav geoniky Akademie věd České republiky je vědecký ústav, který zkoumá zemskou kůru. Jeho hlavní činností je vědecký výzkum materiálů zemské kůry indukovaných zejména antropogenní činností.

## Historie
Ústav byl otevřen v roce 1978. V roce 1979 bylo detašované pracoviště povýšeno na pobočku Hornického ústavu ČSAV v Ostravě, v roce 1982 bylo rozhodnuto o zřízení samostatného Hornického ústavu ČSAV v Ostravě. Dne 9. října 1987 předseda ČSAV Josef Říman předal k užívání novou budovu ústavu. V roce 1990 se ústav stal součástí Akademie věd České republiky.